# México (Julio Iglesias)
México è un album in studio del cantante spagnolo Julio Iglesias, pubblicato nel 2015.

## Tracce
1. Usted – 3:28
2. Júrame – 4:07
3. Ella – 3:46
4. Fallaste corazón – 4:00
5. Sway – 3:30
6. Amanecí en tus brazos – 3:17
7. Échame a mí la culpa (Version 2015) – 3:32
8. Juan Charrasqueado – 3:45
9. Y nos dieron las diez – 4:48
10. La media vuelta – 3:18
11. Se me olvidó otra vez – 3:01
12. México lindo – 2:46
13. Quién será (Bonus Track) – 2:43